# Глазет
Глазе́т (фр. glacé — «блестящий») — разновидность парчи, ткань с шёлковой основой и металлическим утком серебряного цвета.
Глазет ткали гладким и узорчатым, расшивали цветными шелками. Дорогой глазет выпускали с настоящей серебряной битью — расплющенной проволочкой. Позднее для основы использовали также хлопчатобумажную и шерстяную нить. За счёт разных цветов нити основы, которая просматривалась на сгибах, глазет был не только серебряным, но и других оттенков: белого, голубого, зелёного, сиреневого. В «Страшной ночи» у А. П. Чехова глазет розовый. В XVIII веке в России парадную одежду из глазета носили как мужчины, так и женщины. В «Капитанской дочке» А. С. Пушкина в глазетовом кафтане выступает директор таможни, румяный старичок.
К XIX веку в России окончательно наладили производство глазета и других парчовых тканей, причём русские парчи могли смело конкурировать со знаменитым лионским производством, но сам глазет к этому времени уже оставался востребованным только в православной церкви и литургическом облачении священников. Для этих целей глазет выполнялся в технике вышивки и «брока́», а цельнометаллический уток сменила имитирующая его фольга на нитяной основе. Из такого глазета частные лица и монастыри заказывали вклады (подношения) для церкви: ризы для духовенства, разнообразные воздухи, пелены и надгробные покровы.